# Il giorno più lungo di Kansas City
Il giorno più lungo di Kansas City (Winnetou und das Halbblut Apanatschi) è un film western del 1966 diretto da Harald Philipp. Fa parte della saga di Winnetou e Old Shatterhand, basandosi liberamente sui romanzi dello scrittore tedesco Karl May.

## Trama
Winnetou, capo degli indiani Apache, fa visita al fattore MacHaller e alla sua famiglia. La figlia di MacHaller, una ragazza meticcia di nome Apanachi, è in procinto di sposare il giovane e irruento Jeff Brown e il padre intende fargli come dono di nozze un giacimento d'oro, che lui ha trovato e fino allora tenuto segreto. Apanachi non ne è entusiasta, temendo che tanta ricchezza attirerà delle sciagure. Di lì a poco infatti una coppia di cacciatori di pelli, saputo dell'oro, sequestrano MacHaller per farsi rivelare dove si trova, ma questi rifiuta e loro lo uccidono. I due cercano di catturare i figli di MacHaller per far parlare loro, ma Apanachi e suo fratello vengono messi in salvo da Old Shatterhand, avventuriero tedesco amico di Winnetou. I cacciatori allora si associano ad un bandito di nome Curly Bill, promettendogli una parte dell'oro in cambio dell'aiuto dei suoi uomini, e quelli riescono in effetti a catturare Apanachi e suo fratello, liquidando però i due cacciatori per non dividere con loro il bottino. Nella banda si infiltra Jeff Brown, il fidanzato di Apanachi, mentre Old Shatterhand chiama in aiuto gli uomini della società ferroviaria per cui lavora e assieme sconfiggono i banditi e liberano gli ostaggi. Curly Bill e alcuni dei suoi riescono però a sfuggire e continuano ad inseguire Apanachi. Nella banda si ripetono litigi sul comando e sulla spartizione dell'oro, finché Curly Bill stesso non viene ucciso da un suo subalterno, che ne prende il posto. I banditi riescono finalmente a trovare l'oro e se lo caricano in spalla, ma presso la cittadina di Rocky Town vengono intercettati da Old Shatterhand e i suoi alleati, che li sconfiggono definitivamente. La miniera d'oro viene fatta esplodere durante il combattimento e ciò che rimane del tesoro viene donato da Apanachi agli uomini che l'hanno aiutata.